# Viktor Gaddefors
Viktor Gaddefors, född den 8 oktober 1992 i Östersund, är en svensk basketspelare som spelar för polska Twarde Pierniki Toruń.

## Biografi
Viktor Gaddefors inledde sin karriär i Uppsala och spelar 2024 för Twarde Pierniki Toruń i polska ligan. Han har även representerat det svenska landslaget där han debuterade 2012.